# Behaimia cubensis
Behaimia es un género monotípico de plantas con flores  perteneciente a la familia Fabaceae. Su única especie: Behaimia cubensis, es originaria de Cuba.

## Descripción
Es un arbusto o árbol pequeño. Tallo estriado, rufo-pubescente cuando joven, y en la madurez glabro con la corteza gris, madera amarillenta muy dura. Hojas 7-19-folioladas, 5-12 cm. Pecíolo 1.0-2.5 cm, fufo-pubescente. Foliolo terminal 1.2-5.0 x 0.3-1.7 cm, los laterales 1.3-3.6 x 0.4-1.9 cm, cartáceos, ovados o elípticos a oblongo lanceolados, los inferiores más cortos, base obtusa a redondeada, ápice obtuso, emarginado o profundamente exciso, margen revoluto, superficie superior glabra, brillante y finamente reticulada; superficie inferior glabra excepto la vena media pubescente, opaca y finamente reticulada. Flores en panículas axilares de 3-5 cm, densamente áureo pelosas, brillantes. Cáliz 3-4 mm, de base aguda, bilabiado. Legumbre de 2.1-3.5 x 1.0-1.7 cm, sésil, elíptico oblonga, aguda en ambos extremos, aplanada, membranosa, indehiscente, ferrugíneo pubérula y transversalmente reticulado venosa. Semilla una.

## Taxonomía
Behaimia cubensis fue descrita por August Heinrich Rudolf Grisebach y publicado en Catalogus plantarum cubensium . . . 78. 1866.

## Nombres comunes
Nombres comunes: ciruelillo, guayacán blanco, guayacancillo, guayacancillo de costa. 